# 十五島公園

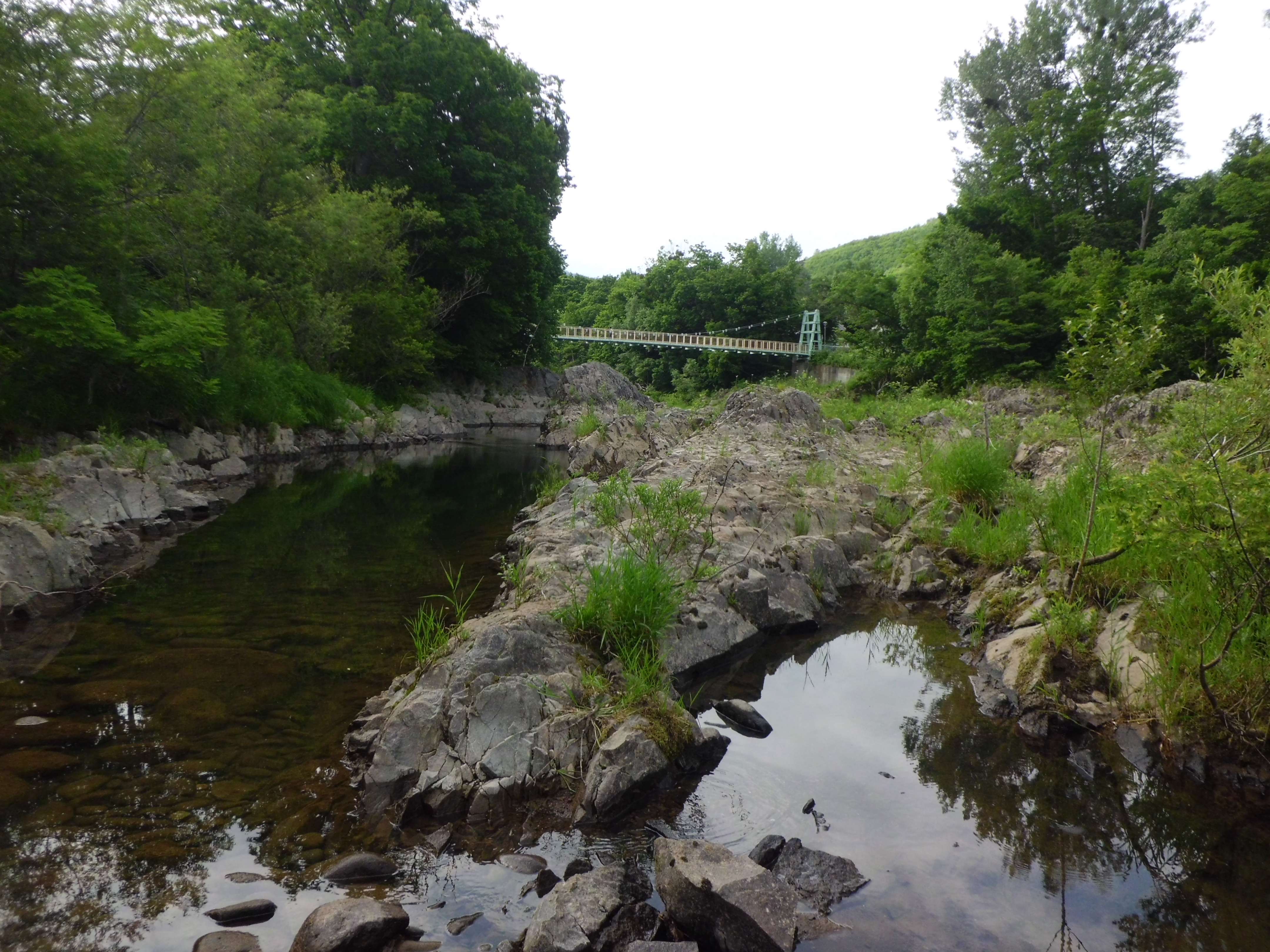
公園内の豊平川

十五島公園（じゅうごしまこうえん）は、札幌市南区藤野108地先にある公園。札幌市を流れる豊平川流域近くにある。石山地区よりは、上流であるが、定山渓よりは下流に位置する。

## 概要
炊事遠足のスポットとして、札幌市民に定評がある。園内設備としてゲートボール場が整備されている。また、ヤエザクラが植えられている。
開場は、4月中旬より11月上旬までの決まった日となっている。炊事広場の利用については、2012年では、6月初中旬から10月までとなっている。また、川の増水中は、使用できないこととなっている。

## 藻岩ダムの放流水による事故

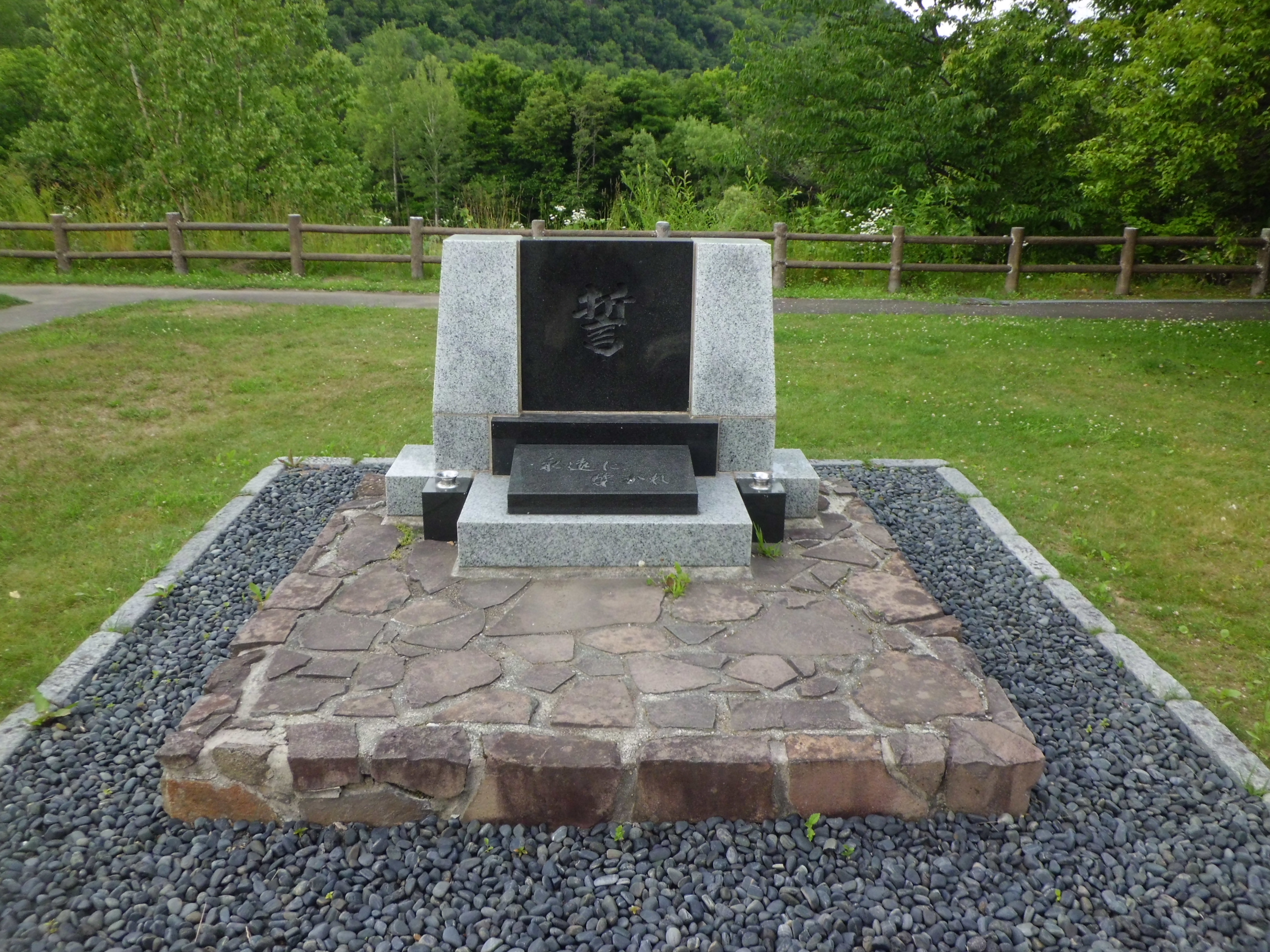
ダム放水事故犠牲者の慰霊碑「誓」

藻岩ダムの放流水による事故は、1973年（昭和48年）10月18日に発生した水難事故。藻岩ダムの放流水によって増水した豊平川に、炊事遠足中の札幌市立柏丘中学校の生徒が流されて2名が亡くなった。
公園内にはこの事故で犠牲となった2名の慰霊碑が、札幌市立柏丘中学校建立期成会によって1974年（昭和49年）10月に建立されている。

## アクセス
最寄りの停留場はじょうてつバス「十五島公園」停留場。
1959年6月21日から1969年10月31日まで、定山渓鉄道の十五島公園停留所が、至近で営業していた。